# Gato (futebol)
Gato, em futebol, é o jogador que altera a sua idade real para parecer mais jovem e poder jogar em categorias de base inferiores com idade mais avançada do que a permitida. Em geral, os clubes não permitem esta prática, que é criminosa (falsidade ideológica).

## Casos de "gatos" famosos
O caso de gato talvez mais conhecido no Brasil é o de Sandro Hiroshi. Em 1999, descobriu-se que o atacante havia mentido a sua idade e tinha documentos falsos. Outros casos são o de Rodrigo Gral, que omitiu dois anos de sua real idade, de Emerson Sheik, e de Anaílson. Mais atualmente, dois jogadores do Figueirense foram "desmascarados". Carlos Alberto, que havia reduzido sua idade em cinco anos, e Michel Schmöller, que dizia ter 18 anos quando tinha 20; por este motivo, Michel foi cortado da Seleção Brasileira sub-17 nos Jogos Pan-americanos de 2007.
Um dos casos mais famosos no mundo aconteceu em 1988 com a seleção mexicana, no episódio que ficou conhecido por Escândalo dos Cachirules.
Países africanos também sofrem com "gatos", devido à falta de condições para fiscalização da idade real dos jogadores. Na Nigéria, o jogador Eric Ejiofor admitiu não ter menos de 20 anos, mas, mesmo assim, foi chamado para atuar por essa categoria do seu país. Em 2013, o ex-zagueiro Taribo West foi acusado pelo ex-presidente do Partizan, Žarko Zečević, de ter falsificado a idade em 12 anos (oficialmente, West nasceu em 1974, mas Zečević insistia que o nigeriano tinha 40 anos quando assinou com o clube de Belgrado) quando integrava o elenco que levou a medalha de ouro nas Olimpíadas de Atlanta. West negou as acusações do ex-mandatário. Outros jogadores famosos da Nigéria, Nwankwo Kanu, Jay-Jay Okocha e Obafemi Martins também chegaram a ser investigados por alterações em seus registros de nascimento - Martins, quando assinou com o Seattle Sounders em 2013, teria 35 anos e não 28.
Um dos exemplos mais recentes é o de Leandro Lima. Ele falsificou seus documentos de modo que mudou sua data de nascimento de 9 de novembro de 1985 para 19 de dezembro de 1987. Além disso, seu nome real era George Leandro Abreu de Lima, quando ele dizia ser Luis Leandro Abreu de Lima. Alterando seus dados, ele pôde disputar o Campeonato Sul-Americano Sub-20 de 2007 com 21 anos. Leandro acabou suspenso por três meses e teve de pagar multa de 1250 euros. Seu clube, na época o Porto, não sofreu nenhuma multa porque não teve participação na falsificação dos documentos.
Em 2012, Maxwell Batista da Silva, ex-Jorbison, admitiu ter adulterado o nome e a idade.